# Équipe de France de crosse
Pour les articles homonymes, voir Équipe de France.
L’équipe de France de crosse, créée en 2008, est l'équipe nationale qui représente la France en crosse masculin. Elle est constituée par une sélection de joueurs français dirigée sous l'égide de la Association française de Lacrosse (AFL).
L'équipe de France participe à sa 1re phase finale de la Coupe du monde (sur 11 éditions) en disputant le Mondial 2010 en Angleterre dont elle est éliminée au premier tour avec trois défaites.
Avec comme meilleur résultat la trente et unième place à l'issue des Championnats du monde 2014, le palmarès de l'équipe de France reste vierge jusqu'à aujourd'hui.

## Historique
L'équipe de France de crosse démarre son histoire officielle en août 2008 à Lahti en Finlande lors du Championnat d'Europe de crosse. Composée majoritairement de joueurs des clubs parisiens et lillois et de quelques joueurs français évoluant à l'étranger, la sélection remporte son premier match international à l'occasion de ce tournoi contre l'Italie sur le score de 7-4, finissant 17e et avant-dernière du tournoi. Le 16 juillet 2010 elle dispute son premier match de championnats du monde lors de la onzième édition face à la Nouvelle-Zélande (défaite 18 à 3). Pour sa première participation l'équipe de France termine 27e sur les 30 nations engagées (devant l'Argentine, le Mexique et les Iroquois).
En juin 2012, la France participe pour la 2e fois au Championnat d'Europe, terminant encore une nouvelle fois à l'avant-dernière place (devant l'Espagne), et ce, malgré un niveau plus élevé qu'en 2008. L'équipe nationale a malheureusement très peu de possibilité pour jouer des matchs internationaux. En 2013, la Celtic Cup organisée à l'Université de Limerick permet aux tricolores de disputer 2 matchs, l'un contre l'Eire (gagné 11-5) et l'autre face à l'Irlande (perdu 17-8), vice-championne d'Europe. En 2014, les français participeront pour la deuxième fois de leur histoire au championnat du monde qui se déroule à Denver aux États-Unis. L'objectif de l'équipe est de terminer dans les vingt premières nations sur les 38 équipes engagées. La phase de poule est difficile avec un match perdu face aux Bermudes à 3 minutes de la fin (9-7) alors que les 2 équipes se retrouvai à égalité. le second match face à l'Irlande, vice championne d'Europe en titre se solde sur un score sans appel de 5-22 pour l'Irlande malgré un début poussif des Bleus. L'équipe termine sa phase de poule par une victoire 9-2 contre une très bonne équipe de l'Ouganda. Lors des phases de qualifications les français ne peuvent que s'incliner successivement face aux tchèques et aux autrichiens (6-14 et 4-15). Pendant la phase de classement l'équipe se voit encore une nouvelle fois défait face cette fois-ci à la Thaïlande (4-14) arrivant toutefois à gagner finalement face aux russes (15-7). Comme en 2010 avec 5 défaites pour 2 victoires, la France termine à la 31e place du classement général réalisant une meilleure performance qu'il y a 4 ans.

## Résultats de l'équipe de France

### Parcours dans les compétitions internationales
- Championnat du monde
  -  1967 : Non qualifiée
  -  1974 : Non qualifiée
  -  1978 : Non qualifiée
  -  1982 : Non qualifiée
  -  1986 : Non qualifiée
  -  1990 : Non qualifiée
  -  1994 : Non qualifiée
  -  1998 : Non qualifiée
  -  2002 : Non qualifiée
  -  2006 : Non qualifiée
  -  2010 : 27e
  -  2014 : 31e
- Championnat d'Europe
  -  1995 : Non qualifiée
  -  1996 : Non qualifiée
  -  1997 : Non qualifiée
  -  1999 : Non qualifiée
  -  2000 : Non qualifiée
  -  2001 : Non qualifiée
  -  2004 : Non qualifiée
  -  2008 : 17e
  -  2012 : 16e

## Effectif actuel
La liste suivante indique les joueurs convoqués en décembre 2013 pour le Championnat du monde 2014 à Denver :
- Entraineur :
  -  Brendan Bonacum

| Nom              | Poste     | Age    | Numéro | Club                             |
| ---------------- | --------- | ------ | ------ | -------------------------------- |
| Kevin Bertrand   | Attaquant | 30 ans | 09     | Young Mosa Boys                  |
| Sébastien Morgan | Attaquant | 24 ans | 42     | Madrid Lacrosse                  |
| Baptiste Desoil  | Attaquant | 28 ans | 91     | Lille Métropole Lacrosse         |
| Alex Borghese    | Attaquant | 25 ans | 94     | Ladner Pioneers                  |
| Quentin Norris   | Milieu    | 25 ans | 05     | McGill Varsity Lacrosse          |
| Thomas Flamen    | Milieu    | 27 ans | 07     | Lille Métropole Lacrosse         |
| Aubrey Salmins   | Milieu    | 25 ans | 08     | Welwin Warriors                  |
| Dominique Sandy  | Milieu    | 27 ans | 10     | Spencer Lacrosse Club            |
| Dylan Snyder     | Milieu    | 27 ans | 15     | -                                |
| Didier Fardin    | Milieu    | 23 ans | 16     | -                                |
| Gabriel Fardin   | Milieu    | 23 ans | 20     | -                                |
| Paul Lefebvre    | Milieu    | 26 ans | 22     | Hillcroft Lacrosse Club          |
| Kievin Bengel    | Milieu    | 25 ans | 24     | -                                |
| Brian Geffroy    | Milieu    | 21 ans | 44     | Haverford College                |
| Rémi Giacotto    | Milieu    | 27 ans | 47     | Chicago                          |
| Martin Fourreau  | Défenseur | 19 ans | 04     | Bloomfield Hills High School     |
| Lester Salmins   | Défenseur | 31 ans | 12     | Welwin Warriors                  |
| Arthur Smith     | Défenseur | 31 ans | 33     | Dogfish Head                     |
| Keita Christophe | Défenseur | 24 ans | 43     | Washington College               |
| Jack Snyder      | Défenseur | 23 ans | 55     | Rhodes College                   |
| Nicolas Carton   | Défenseur | 37 ans | 64     | French Frogs Lax Fribourg Skunks |
| Jérémy Clersy    | Défenseur | 25 ans | 73     | Paris Phoenix Lacrosse           |
| Joseph Varela    | Gardien   | 22 ans | 13     | Alderson Broaddus University     |

## Entraineurs
- 2010 - 2013 :  Billy Tauzin
- 2013 :  Nicky Constant
- 2013 - 2019 :  James Johnson
- 2019 - en cours :  Brendan Bonacum